# Pedro Ortíz
Pedro Alfredo Ortíz Angulo (ur. 19 lutego 1990 w Esmeraldas) – ekwadorski piłkarz występujący na pozycji bramkarza, reprezentant Ekwadoru, od 2020 roku zawodnik Emelecu.